# Кричим (община)
Вижте пояснителната страница за други значения на Кричим.
Община Кричим се намира в Централна Южна България и е една от съставните общини на Област Пловдив.

## География

### Географско положение, граници, големина
Общината е разположена в крайната югозападна част на Област Пловдив. С площта си от 54,895 km2 заема 17-о, предпоследно място сред 18-те общините на областта, което съставлява 0,92% от територията на областта.
За Община Кричим са характерни три интересни особености:
- тя е третата отзад напред най-малка община в България, като по-малки от нея са Община Перущица и община Челопеч;
- тя е една от двете общини в България, заедно с Община Златица, територията на които се състои от две отделни, разделени помежду си части;
- тя е една от 9-те общини в България, в които има само по едно населено място.

Границите на общината са следните:
- на север – община Стамболийски;
- на североизток – община Перущица;
- на изток – община Родопи;
- на юг – община Девин, Област Смолян;
- на запад – община Брацигово, Област Пазарджик.

### Природни ресурси

#### Релеф
Релефът на общината е равнинен в северната част и средно планински в южната. Територията ѝ попада в пределите на Горнотракийската низина и крайните северни части на Западните Родопи.
Северният район на общината попада в южната част на Горнотракийската низина, като тук на границата с община Стамболийски, в коритото на река Въча се намира най-ниската ѝ точка – 206 m н.в.
Северно от големия завой на Стара река в пределите на общината попадат крайните югоизточни части на Бесапарските ридове – широки връх 442,5 m.
Западно от дълбоката долина на река Въча и югозападно от град Кричим се издигат крайните североизточни части на планинския рид Равногор (североизточен дял на Баташка планина, част от Западните Родопи). Максималната му височина в пределите на общината е 905,7 m. Районите източно от долината на Въча се заемат от крайните западни части на Върховръшкия рид, който е северозападно продължение на високия западнородопски дял Чернатица. В него, в крайната югоизточна точка на общината, на границата с община Родопи, източно от заличеното село Черешево се издига връх Кадиева варница 1657 m, най-високата точка на община Кричим.

#### Води
От юг на север, на протежение около 24 km през общината протича река Въча с част от долното си течение. На нея южно от град Кричим е изграден язовир Кричим, който изцяло попада на територията на община Кричим. В крайния югозападен ъгъл на общината се намира преградната стена и най-долната част на големия язовир Въча. Река Въча протича в много дълбока, със стръмни, на много места отвесни скални склонове. Южно от Кричим излиза от планината, преминава през центъра на града, навлиза в Горнотракийската низина и след около 4 km напуска територията на общината.
В северната част на община Кричим, на протежение около 5 km преминава и част от долното течение на Стара река (десен приток на Марица), която заобикаля от юг крайните югоизточни разклонения на Бесапарските ридове.

## Население

### Етнически състав (2011)
Численост и дял на етническите групи според преброяването на населението през 2011 г.:
|                     | Численост | Дял (в %) |
| Общо                | 8409      | 100,00    |
| Българи             | 4652      | 55,32     |
| Турци               | 1646      | 19,57     |
| Цигани              | 564       | 6,71      |
| Други               | 44        | 0,52      |
| Не се самоопределят | 1 279     | 15,21     |
| Неотговорили        | 224       | 2,66      |

### Населени места
Единственото населено място на нейната територия е град Кричим. Населението на града и общината според преброяване 2021 е 7245 жители.

## Административно-териториални промени
- Указ № 960/обн. 4 януари 1966 г. – осъвременява името на с. Черешово на с. Черешево;
- Указ № 829/обн. 29.08.1969 г. – признава с. Кричим за гр. Кричим;
- Указ № 757/обн. 08.05.1971 г. – заличава с. Черешево поради изселване;
- Указ № 111/обн. 30.03.1998 г. – отделя гр. Кричим и землището му от Община Родопи и образува нова Община Кричим с административен център гр. Кричим, включваща населеното място гр. Кричим.

## Транспорт
В северната част на общината, по долината на Стара река преминава участък от 4,2 km от трасето на жп линията Стамболийски – Кричим – Пещера.
През общината преминават частично 2 пътя от Републиканската пътна мрежа на България с обща дължина 23,5 km:
- участък от 21,1 km от Републикански път III-866 (от km 93,8 до km 114,9);
- последният участък от 2,4 km от Републикански път III-8602 (от km 19,9 до km 22,3).

## Топографска карта
- Лист от карта K-35-61. Мащаб: 1 : 100 000.
- Лист от карта K-35-62. Мащаб: 1 : 100 000.
- Лист от карта K-35-73. Мащаб: 1 : 100 000.
- Лист от карта K-35-74. Мащаб: 1 : 100 000.